# Viggo Moore
Pour les articles homonymes, voir Moore.
Viggo Moore, né le 8 mai 2004, à American Fork, est un coureur cycliste américain.

## Biographie
En 2023, il intègre la réserve de l'UCI ProTeam Israel-Premier Tech. Bon rouleur, il devient champion des États-Unis du contre-la-montre dans la catégorie espoirs (moins de 23 ans). Il se distingue également sur piste en remportant le titre national dans la poursuite par équipes.

## Palmarès sur route

### Par année
- 2018
  -  Champion des États-Unis sur route juniors (13-14 ans)
- 2019
  - Tax Day Circuit Race
- 2021
  - 1re étape du Dubnica nad Váhom (contre-la-montre)
  - 2e du championnat des États-Unis du contre-la-montre juniors (17-18 ans)
- 2022
  -  Champion des États-Unis sur route juniors (17-18 ans)
  - GP Cham-Hagendorn Juniors
  - 1re étape du Tour de Haute-Autriche juniors
  - 1re étape d'Aubel-Thimister-La Gleize
- 2023
  -  Champion des États-Unis du contre-la-montre espoirs
- 2025
  - 1re étape de l'Alpes Isère Tour

### Classements mondiaux
| Année                                 | 2023  | 2024  |
| ------------------------------------- | ----- | ----- |
| Classement mondial                    | 1625e | 1961e |
| UCI America Tour                      | 235e  | nc    |
|                                       |       |       |
| Légende : nc = non classéSource : UCI |       |       |

## Palmarès sur piste

### Championnats nationaux
- 2023
  -  Champion des États-Unis de poursuite par équipes
  - 3e du championnat des États-Unis de course aux points